# دهستان همدانک
دهستان همدانک دهستانی در بخش بوستان شهرستان بهارستان، استان تهران است. براساس سرشماری مرکز آمار ایران در سال ۱۳۸۵، جمعیت آن ۳۲۸۹۴ نفر (۷۷۸۰ خانوار) بوده‌است.